# Chirrinche
Le chirrinche est une boisson alcoolisée à base de guarapo, qui est le nom donné dans les foyers paysans des régions andines de Colombie à une boisson fermentée à partir de miel de canne à sucre ou panela. Le chirrinche est une boisson alcoolisée utilisée dans les rituels traditionnels Wayuu et est caractéristique du département de La Guajira. Bien qu'il soit également populaire dans d'autres départements des Caraïbes colombiennes, comme le Cesar, le sud du Magdalena et le centre du Bolivar, où il est particulièrement connu sous le nom de ñeque.

## Histoire
L'art de la distillation était connu en Europe dès le début du XIIe siècle et a été apporté en Amérique pendant les années de la conquête. Depuis lors, elle est restée entre les mains d'artisans qui produisent de façon rudimentaire des liqueurs de faible qualité et à forte teneur en alcool, en s'imposant dans tous les coins du continent, toujours liée à la vie rurale, puisque la canne à sucre est le produit de base pour sa production, contrairement à celles produites industriellement par du personnel spécialisé dans de grandes usines.
Le chirrinche, Chirrinchi ou yotshi (un mot en Wayuunaiki), connu comme tel à La Guajira par des Guajiros appartenant et n'appartenant pas à l'ethnie Wayuu, a dû être introduit à La Guajira au cours du XVIIe siècle, époque où la contrebande et les termes de l'échange ont commencé à fleurir à La Guajira, ce qui a permis l'échange de produits manufacturés, dont le rhum, entre Wayuu et Européens.
Dans la région provinciale, le rhum est distillé dans des alambics clandestins, où la panela est utilisée comme matière première. Dans les moulins à canne à sucre qui produisent du sirop ou du guarapo pendant le processus de broyage, ces dispositifs ne sont jamais installés, car la liqueur qui en sort est illégale et les sanctions appliquées aux contrevenants sont sévères. Très célèbre au milieu du siècle précédent, l'alambic du père Simón Serrano, à El Molino, écrasé et poursuivi par la chulavita. Il a donné naissance à l'anthologie merengue El Padre Serrano du grand Chico Bolaño. Le chirrinche n'a jamais perdu de sa pertinence dans le palais des provinciaux et est encore consommé aujourd'hui dans les centres urbains, mais toujours à partir des zones rurales. À Valledupar, il existe plusieurs clubs de chirrinchero.
Chirrinchi est une constante dans la Haute, Moyenne et Basse Guajira, et est connu de tous les Guajiros. La production est étroitement liée au développement historique du département, étant associée aux traditions indigènes Wayuu ainsi qu'aux ménestrels du sud du département. Il a des connotations culturelles, historiques et ancestrales.
Normalement, le pourcentage d'alcool utilisé est de 35 %. Ce chirrinche ne contient pas de produits chimiques et est élaboré avec de l'eau pure qui descend de la Sierra Nevada, car la distillerie se trouve à Atánquez ; il est conditionné dans des damajuanas (bouteilles d'eau en verre). Il existe trois catégories pour sa couleur, sa saveur et son arôme très particuliers.
Récemment, à La Guajira, on a fabriqué et commercialisé une liqueur artisanale de Guajiro appelée Asawaa, qui bénéficie de bonnes pratiques de fabrication - INVIMA, et d'un sceau artisanal. Cette boisson est très populaire parmi les Guajiros et les touristes car elle cherche à exalter le bon, le beau et la qualité de La Guajira à travers cette boisson alcoolisée qui représente la tradition et la culture.